# Thoiry, Yvelines
Thoiry là một xã của Pháp nằm ở tỉnh Yvelines trong vùng Île-de-France. Người dân địa phương trong tiếng Pháp gọi là Thoirysiens.

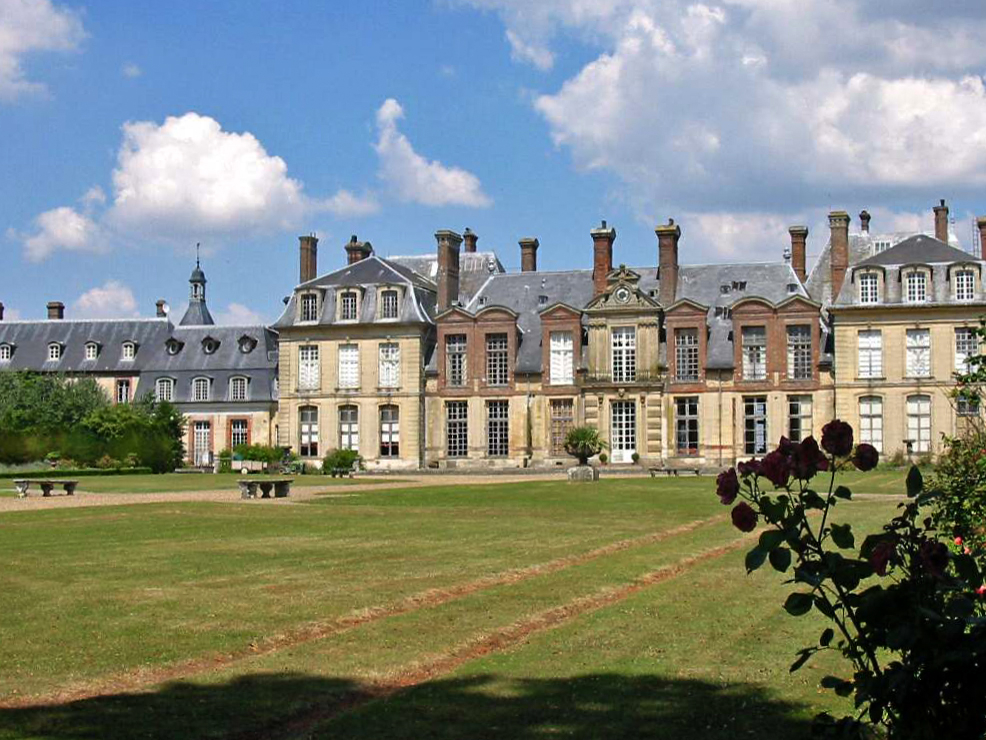
Lâu đài Thoiry

Thoiry có cự ly khoảng 30 km về phía tây của Versailles trong cao nguyên Mantois 50 km về phía tây của Paris. Các xã giáp ranh: Andelu về phía bắc, Marcq về phía đông, Autouillet về phía đông nam, Villiers-le-Mahieu về phía tây nam và Goupillières về phía tây bắc.
Kinh tế địa phương gồm nông nghiệp và du lịch.